# 紹武
紹武（しょうぶ）は、中国、南明政権の紹武帝朱聿𨮁の治世で使われる予定であった年号。踰年改元以前に政権が崩壊したために実際には施行されていない。
隆武2年8月28日、隆武帝（朱聿鍵）が清軍に捕らわれたため、11月5日に隆武帝の弟、紹武帝が広州で即位した。即位に際し「紹武」と改元することを発表し、踰年改元法に則り、翌年（1647年）1月1日をもって改元を施行する予定であったが、12月15日に清軍の攻撃を受け紹武帝が自害したことにより、紹武年号は実際に施行されなかった。